# Havlit
Havlit (Clangula hyemalis) er en andefugl, der yngler i de arktiske egne. I Danmark forekommer havlitten som en meget almindelig trækgæst mellem oktober/november og april, men ses ikke meget, da den ofte opholder sig langt fra land.
Arten havlit er den eneste i slægten Clangula.

## Beskrivelse
Havlitten er en ca. 43 cm lang dykand. Den har overvejende lys krop og mørke vinger. Fjerdragten er lysere om vinteren end om sommeren. Hannen har forlængede halefjer og kan derfor måle op til 60 cm fra næbspids til halespids. Som den eneste and fælder havlitten sin fjerdragt tre gange årligt.

## Føde
Den lever af muslinger, snegle og krebsdyr, som den finder ved at dykke helt ned til 100 meters dybde.